# 孔智立
孔智立（1976年2月17日—），是一名已经退役的中国足球运动员，曾经效力于上海申花、上海大顺、上海浦东。